# Lijst van programma's op Radio 538
Dit is een lijst met de programma's op het Nederlandse commerciële radiostation Radio 538.
- 538 Hitzone
- 53N8CLUB
- De Avondploeg
- Barry Paf (radioprogramma)
- Barry's Sundate
- D'r uit!
- Dane Doet 't
- Dare You Go
- Dennis Ruyer (radioprogramma)
- De 538 Ochtendshow met Frank Dane
- De 538 Ochtend met Wietze en Klaas
- Edwin Noorlander (radioprogramma)
- Evers Staat Op
- F*** Me I'm Famous
- Fight for your Night
- Frank Dane (radioprogramma)
- De Frank en Vrijdag Show
- Friday Night Live
- Gordon on air!
- Greatest Hits (radioprogramma)
- Jacked
- Jeroen Afternoon
- Jeroen Nieuwenhuize (radioprogramma)
- @Labrando
- Mark Labrand (radioprogramma)
- Martijn Biemans (radioprogramma)
- MiddenInDeNachtRick
- Missie 538
- Niek =
- Niels & Froukje
- Nonstop 40
- Powermix
- Ruuddewild.nl
- Soulshow
- Stappen met flappen
- A State of Trance
- Clublife by Tiësto
- Tim Klijn (radioprogramma)
- Nederlandse Top 40
- WeekendRick

NPO 3FM · Qmusic · Radio 538 · Radio Veronica · 100% NL